# Franz Siebe
Franz Siebe (10 mars 1898 - 24 septembre 1970) est un homme politique allemand. Affilié à la CDU, il était membre du parlement de Basse-Saxe. 

## Biographie
Franz Siebe naît à Metz, dans le Reichsland Elsass-Lothringen, le 10 mars 1898. Devenu orphelin, il est envoyé en  1904 dans l'arrondissement d'Osnabrück en Basse-Saxe. À la fin de sa scolarité, il devient apprenti monteur. Dès son adolescence, il adhère à un syndicat chrétien. De 1917 à 1919, il participe à la Première Guerre mondiale. Après la guerre, il retrouve sa profession de serrurier.
Bénéficiant du renouvellement du personnel politique dans l'Allemagne d'après guerre, Franz Siebe est élu au Parlement de Basse-Saxe à Hanovre en 1947. Il siège du 20 avril 1947 au 30 avril 1951 et finit par se rallier à la CDU. Franz Siebe décédera le 24 septembre 1970 à Georgsmarienhütte, en Basse-Saxe.

## Sources
- Simon Barbara : Abgeordnete in Niedersachsen 1946–1994: Biographisches Handbuch, 1996, p. 360.